# 皮格馬利翁和伽拉忒亞 (特里奧松)
《皮格馬利翁和伽拉忒亞》（Pygmalion and Galatea）是法國畫家安·路易·吉羅代·特里奧松的一幅油畫。畫中的人物是奧維德在《變形記》中提到的皮格馬利翁和伽拉忒亞。皮格馬利翁和伽拉忒亞的形象與慾望之神丘比特一起出現。
吉洛代·特里奧松於1813年開始畫這幅畫，但他花了八年時間才完成。這是吉洛代的最後一件作品。從風格上看，該作品兼具新古典主義和浪漫主義的元素 。目前收藏於羅浮宮。